# Symphoricarpos sinensis
Symphoricarpos sinensis är en kaprifolväxtart som beskrevs av Alfred Rehder. Symphoricarpos sinensis ingår i släktet snöbärssläktet, och familjen kaprifolväxter. Inga underarter finns listade i Catalogue of Life.